# Royal Antwerp FC
Royal Antwerp Football Club, adesea menționat simplu ca Antwerp, este un club de fotbal din Antwerp, Belgia.
Antwerp este unul din cele mai vechi cluburi din Belgia, fiind fondat aproximativ prin anul 1880 cu denumirea Antwerp Athletic Club, de către studenți englezi rezidenți în Antwerp.

## Palmares

### Național
Prima Ligă Belgiană (5): 1928–29, 1930–31, 1943–44, 1956–57, 2022–23
Divizia Secundă Belgiană (1): 1999–2000
Cupa Belgiei (4): 1954–55, 1991–92, 2019–20, 2022–23

### Internațional
Cupa Cupelor UEFA
Finalistă (1): 1992–93

## Lotul actual
La 26 ianuarie 2024.
| Nr. |               | Poziție | Jucător                                          |
| --- | ------------- | ------- | ------------------------------------------------ |
| 1   | Franța        | P       | Jean Butez                                       |
| 2   | Belgia        | F       | Ritchie De Laet                                  |
| 3   | Belgia        | F       | Björn Engels                                     |
| 5   | Țările de Jos | F       | Owen Wijndal (împrumutat de la Ajax)             |
| 7   | Țările de Jos | M       | Gyrano Kerk (împrumutat de la Lokomotiv Moscova) |
| 8   | Nigeria       | M       | Alhassan Yusuf                                   |
| 9   | Nigeria       | A       | George Ilenikhena                                |
| 10  | Belgia        | M       | Michel-Ange Balikwisha                           |
| 11  | Albania       | A       | Arbnor Muja                                      |
| 17  | Suedia        | M       | Jacob Ondrejka                                   |
| 18  | Țările de Jos | A       | Vincent Janssen                                  |
| 19  | Nigeria       | A       | Chidera Ejuke (împrumutat de la ȚSKA Moscova)    |
| 23  | Belgia        | F       | Toby Alderweireld (căpitan)                      |
| 24  | Țările de Jos | M       | Jurgen Ekkelenkamp                               |
| 27  | Belgia        | M       | Mandela Keita (împrumutat de la OH Leuven)       |

| Nr. |         | Poziție | Jucător                                                 |
| --- | ------- | ------- | ------------------------------------------------------- |
| 33  | Belgia  | F       | Zeno Van Den Bosch                                      |
| 34  | Belgia  | F       | Jelle Bataille                                          |
| 44  | Franța  | F       | Soumaïla Coulibaly (împrumutat de la Borussia Dortmund) |
| 46  | Belgia  | M       | Milan Smits                                             |
| 52  | Belgia  | F       | Kobe Corbanie                                           |
| 55  | Ecuador | A       | Anthony Valencia                                        |
| 56  | Belgia  | M       | Eran Tuypens                                            |
| 60  | Nigeria | A       | Victor Udoh                                             |
| 81  | Belgia  | P       | Niels Devalckeneer                                      |
| 87  | Belgia  | P       | Davino Verhulst                                         |
| 89  | Belgia  | M       | Gerard Vandeplas                                        |
| 91  | Belgia  | P       | Senne Lammens                                           |
| 98  | Belgia  | F       | Dorian Dessoleil                                        |
| 99  | Elveția | A       | Michael Frey                                            |

## Jucători celebri
- Australia John Aloisi
- România Dan Coe
- Belgia Alexandre Czerniatynski
- Țările de Jos Louis van Gaal[1]
- Țările de Jos Ruud Kaiser
- Germania Hans-Peter Lehnhoff
- Germania Ralf Geilenkirchen
- Belgia Nico Claesen
- Belgia Vic Mees
- Luxemburg Louis Pilot
- Austria Karl Kodat
- Nigeria Patrick Onya